# 美國陸軍第21騎兵師
第21騎兵師（英語：21st Cavalry Division）是美國陸軍在第一次世界大戰後意識到需要額外的騎兵部隊而建立的師級部隊，1921年在國民警衛隊之中成立，分配給紐約州、賓夕法尼亞州、紐澤西州和維吉尼亞州，各部隊在各自的州內舉辦暑訓營。
1939年1月，師部及少數參謀職位被分配給紐約州，第21騎兵師在戰爭部長的授權下於1940年7月5日完成組建並獲得聯邦承認，但隨即於1940年10月1日除役，並於1940年11月1日解編。